# قطعنامه ۱۸۳۲ شورای امنیت
قطعنامه ۱۸۳۲ شورای امنیت سازمان ملل متحد که در تاریخ ۲۷ اوت ۲۰۰۸ تصویب شد، سندی بین‌المللی دربارهٔ بررسی وضعیت خاورمیانه است. این قطعنامه طی نشست ۵۹۶۷ام با ۱۵ رای موافق، ۰ مخالف و ۰ ممتنع تصویب شد.